# Renault Safrane
Renault Safrane (укр. Рено Сафран) — автомобіль E класу французької компанії Рено. Випускався з 1992 по 2000 рік і весь цей час був найдорожчою і найпрестижнішою моделлю Рено. Зараз під назвою Renault Safrane в країнах Близького Сходу продається седан бізнес-класу на базі Samsung SM5.

## Опис

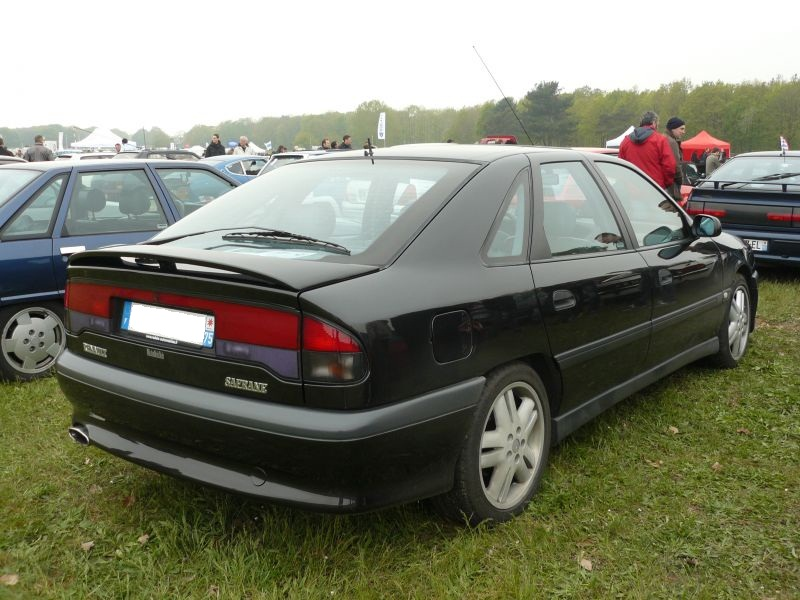
Renault Safrane (1992—1996)

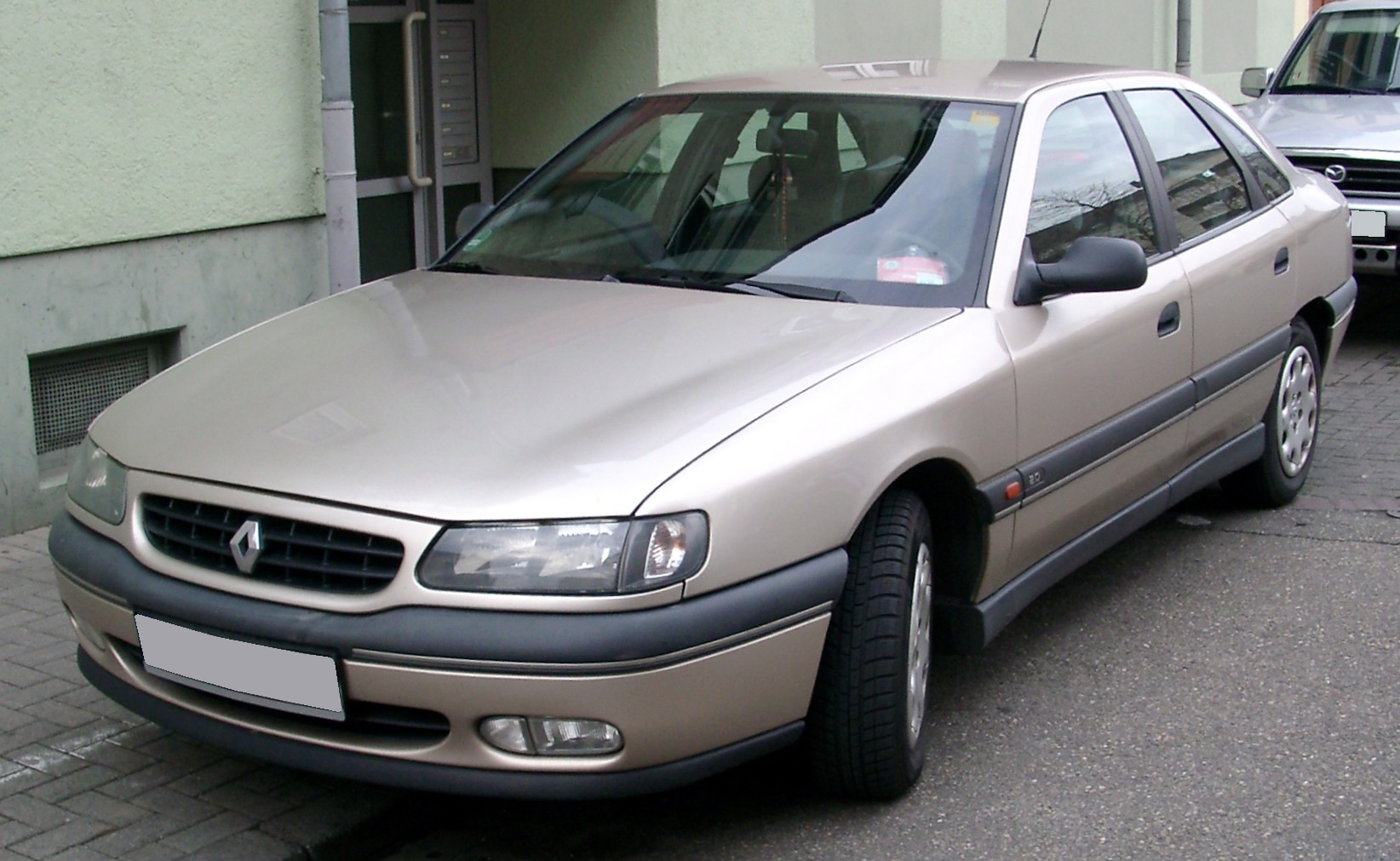
Renault Safrane (1996—2000)

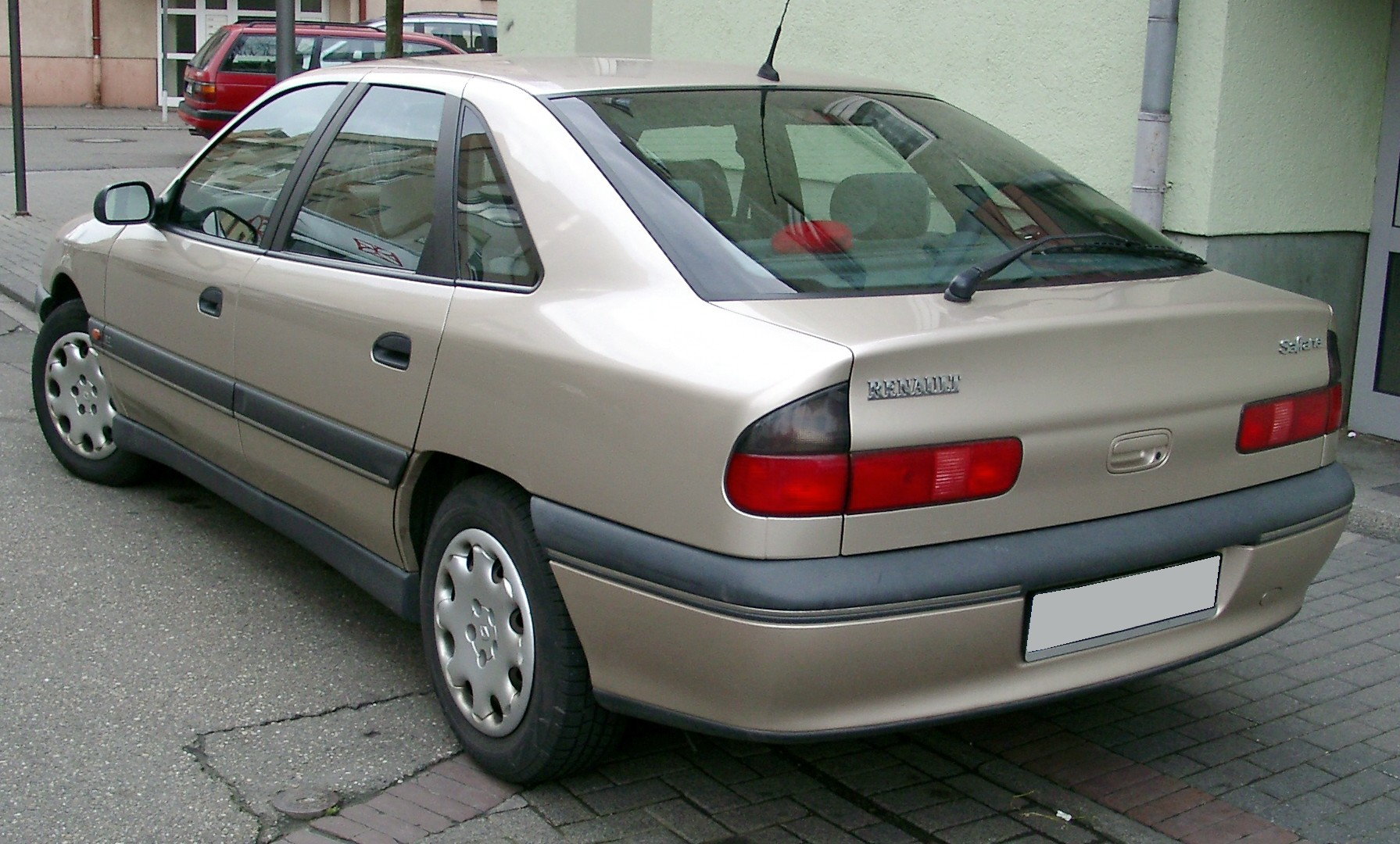
Renault Safrane (1996—2000)

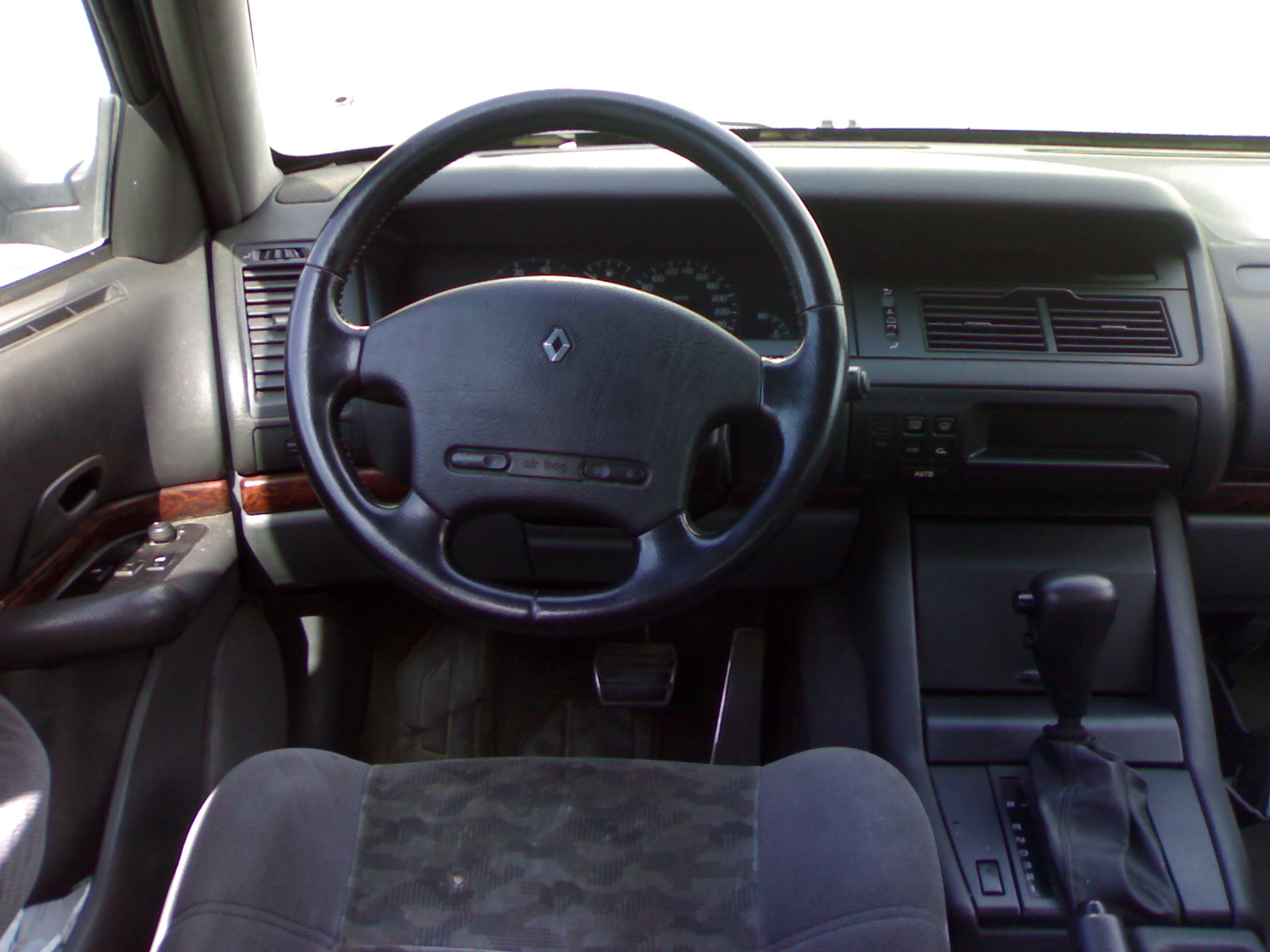

Safrane був запущений у виробництво в 1992 році як заміна Renault 25. Дизайн автомобіля був дуже консервативний і типовий для початку 1990-х. Safrane пропонували тільки в одному кузові — п'ятидверний ліфтбек. Був доступний в передньопривідною та повнопривідною модифікаціях, з бензиновим або дизельним мотором, з механічною або автоматичною коробкою перемикання передач. Safrane став першим автомобілем Рено, обладнаним подушками безпеки. Окрім цього, на Safrane, одними із перших в Європі та світі загалом започаткували використання автомобільного GPS-навігатору. Його представили на версії оснащення Initiale (Baccara) 7 липня 1994 року. Слід додати, що на BMW 7-Series E38, яка була лише презентована у червні 1994, навігаційна система теж була показана у топовому виконанні, але серійно почала встановлюватись значно пізніше ніж на Renault Safrane. Рено використовував навігацію від компаній Garmin та Philips.  [Архівовано 21 квітня 2021 у Wayback Machine.] 
Всього виготовлено 310'000 автомобілів.

## Двигуни
Автомобіль може оснащуватися трьома двигунами на вибір — 2,0-літровим, 2,5-літровим і 3,0-літровим мотором. 2,0-літровий 4-циліндровий двигун має потужність 137 кінських сил, і здатний розігнати автомобіль з 0 до 100 км / год за 11,9 секунд. Такий двигун працює у парі з безступінчатою трансмісією. Варіант 175-сильного 6-циліндрового двигуна, об'ємом 2,5 літрів, розганяє автомобіль до 100 км / год за 10,7 секунд. Ну, і останній 3,0-літровий 6-циліндровий мотор, потужністю 229 кінських сил. 3,0-літровий силовий агрегат розганяє автомобіль за 8,4 секунд. Останні два двигуни працюють у парі з 6-ступінчастою автоматичною коробкою передач. 

### Фаза I
- Бензинові

| Двигун               | Об'єм [см³] | Потужність [к.с.] ([кВт]) при об/хв | Крутний момент [Нм] при об/хв | Циліндри | Клапани | Розгін (с) 0–100 км/год | Макс. швидкість км/год | Витрати палива (л/100 км) 90 км/год / 120 км/год /місто |
| -------------------- | ----------- | ----------------------------------- | ----------------------------- | -------- | ------- | ----------------------- | ---------------------- | ------------------------------------------------------- |
| 2.0i 8V              | 1995        | 105 (77)/5000                       | 155/2500                      | R4       | OHC/8   | 12,5                    | 189                    | 6,8/8,4/11,3                                            |
| 2.0Si 12V            | 1995        | 132 (97)/6000                       | 170/4500                      | R4       | OHC/12  | 11,2                    | 203                    | 7,0/8,7/12,0                                            |
| 2.2i 8V              | 2165        | 107 (79)/5000                       | 175/2500                      | R4       | OHC/8   | 11,9                    | 189                    | 7,0/8,6/11,7                                            |
| 2.2Si 12V            | 2165        | 137 (101)/5750                      | 182/4500                      | R4       | OHC/12  | 10,6                    | 206                    | 7,0/8,7/12,2                                            |
| 2.2Si 12V Aut.       | 2165        | 137 (101)/5750                      | 182/4500                      | R4       | OHC/12  | 11,9                    | 196                    | 7,2/9,2/13,2                                            |
| 3.0 V6i              | 2963        | 167 (123)/5500                      | 235/4500                      | V6       | OHC/12  | 9,6                     | 220                    | 8,2/10,1/15,5                                           |
| 3.0 V6i Aut.         | 2963        | 167 (123)/5500                      | 235/4500                      | V6       | OHC/12  | 10,2                    | 213                    | 8,2/10,2/17,1                                           |
| 3.0 V6i Quadra (4x4) | 2963        | 167 (123)/5500                      | 235/4500                      | V6       | OHC/12  | 9,8                     | 214                    | 8,9/10,6/16,4                                           |
| 3.0 BiTurbo (4x4)    | 2963        | 262 (193)/5500 268 (197)/5500       | 365/2900 370/2500             | V6       | OHC/12  | 7,6 7,2                 | 250*                   | 8,8/10,4/15,1                                           |

- Дизельні

| Двигун      | Об'єм [см³] | Потужність [к.с.] ([кВт]) при об/хв | Крутний момент [Нм] при об/хв | Циліндри | Клапани | Розгін (с) 0–100 км/год | Макс. швидкість км/год | Витрати палива (л/100 км) 90 км/год / 120 км/год /місто |
| ----------- | ----------- | ----------------------------------- | ----------------------------- | -------- | ------- | ----------------------- | ---------------------- | ------------------------------------------------------- |
| 2.1 dT      | 2068        | 88 (65)/4250                        | 187/2000                      | R4       | OHC/8   | 14,9                    | 177                    | 5,2/6,9/8,7                                             |
| 2.5 dT      | 2500        | 113 (83)/4000                       | 240/2000                      | R4       | OHC/8   | 12,9                    | 195                    | 5,5/7,4/9,9                                             |
| 2.5 dT Aut. | 2500        | 113 (83)/4000                       | 240/2000                      | R4       | OHC/8   | 13,7                    | 190                    | 5,7/7,6/11,2                                            |

### Фаза II
- Бензинові

| Двигун          | Об'єм [см³] | Потужність [к.с.] ([кВт]) при об/хв | Крутний момент [Нм] при об/хв | Циліндри | Клапани | Розгін (с) 0–100 км/год | Макс. швидкість км/год | Витрати палива (л/100 км) 90 км/год / 120 км/год /місто |
| --------------- | ----------- | ----------------------------------- | ----------------------------- | -------- | ------- | ----------------------- | ---------------------- | ------------------------------------------------------- |
| 2.0 16V         | 1948        | 136 (100)/6000                      | 182/4500                      | R4       | DOHC/16 | 10,5                    | 207                    | 12,7/7,1/9,1                                            |
| 2.0 16V Aut.    | 1948        | 136 (100)/6000                      | 182/4500                      | R4       | DOHC/16 | 12,6                    | 200                    | 13,8/7,5/9,8                                            |
| 2.5 20V         | 2435        | 165 (121)/6000                      | 211/4600                      | R5       | DOHC/20 | 9,1                     | 220                    | 14,8/7,6/10,3                                           |
| 2.5 20V Aut.    | 2435        | 165 (121)/6000                      | 211/4600                      | R5       | DOHC/20 | 10,2                    | 215                    | 15,3/8,2/10,7                                           |
| 3.0 V6 12V Aut. | 2963        | 167 (123)/5500                      | 235/4500                      | V6       | OHC/12  | 10,2                    | 210                    | 20,8/9,4/13,4                                           |
| 2.9 V6 24V Aut. | 2946        | 190 (140)/5750                      | 267/4500                      | V6       | DOHC/24 | 9,5                     | 225                    | 16.7/8.7/11.6                                           |

- Дизельні

| Двигун | Об'єм [см³] | Потужність [к.с.] ([кВт]) при об/хв | Крутний момент [Нм] при об/хв | Циліндри | Клапани | Розгін (с) 0–100 км/год | Макс. швидкість км/год | Витрати палива (л/100 км) 90 км/год / 120 км/год /місто |
| ------ | ----------- | ----------------------------------- | ----------------------------- | -------- | ------- | ----------------------- | ---------------------- | ------------------------------------------------------- |
| 2.2 dT | 2188        | 113 (83)/4300                       | 234/2000                      | R4       | OHC/12  | 13,2                    | 192                    | 10,0/5,8/7,3                                            |